# UTC+12:45
UTC +12:45 é o fuso onde o horário é contado a partir de mais doze horas e quarenta e cinco minutos em relação ao horário do Meridiano de Greenwich.
Longitude ao meio: 168º 45' 00" W

## Horário padrão (inverno, no hemisfério sul)
- Nova Zelândia:
  - Ilhas Chatham